# Río Nolichucky
El río Nolichucky es un río del sureste de Estados Unidos, perteneciente a la cuenca del Río Misisipi, que pasa por los estados de Carolina del Norte y Tennessee, desaguando en el Río French Broad.

## Curso
Este río nace al este de Carolina del Norte, cerca de la frontera con Tennessee, por la confluencia de sus dos cabeceras, los río North Toe y Cane, y fluye en dirección oeste hasta desaguar en el Río French Broad, al oeste de Tennessee. Al atravesar el Bosque Nacional Pisgah y el Bosque Nacional Cherokee en las Montañas Blue Ridge, la cuenca del río incluye algunas de las montañas más altas de los Apalaches, como el monte Mitchell en Carolina del Norte, el punto más alto del este de Estados Unidos.